# Вельможный, Сергей Анатольевич
Сергей Анатольевич Вельможный (укр. Сергій Анатолійович Вельможний; род. 25 июня 1976, Кадиевка, Ворошиловградская область, Украинская ССР) — украинский политик, адвокат, общественный деятель, кандидат юридических наук. Народный депутат Украины IX созыва, член партии «Наш край».

## Биография
Сергей Вельможный родился 25 июня 1976 года в городе Кадиевка, Ворошиловградская область, Украинская ССР.
Имеет Высшее образование. Кандидат юридических наук. Проживает в Киеве.
Сергей Вельможный является главой Рубежанской городской организации партии «Наш край».
В 2016—2019 годах был помощником-консультантом народного депутата Украины Сергея Шахова.
Основатель Адвокатского объединения «Вельможный и партнёры».
Кандидат в народные депутаты на парламентских выборах 2019 года (избирательный округ № 112 города Брянка, Голубовка, Рубежное, а также часть города Первомайск, часть Попаснянского района). Самовыдвиженец.
По итогам голосования в парламент Украины 21.07.2019 года по одномандатному округу № 112 (Луганская область) набрал 34,32 %, опередив при этом Александра Чернецова (ОПЗЖ) 30,41 % и Мисинкевича Ярослава (Слуга народа) 20,62 %
Член депутатской группы «Довіра» с 6 декабря 2019 года.
На время выборов: советник главы благотворительной организации «Фонд Сергея Шахова», член партии «Наш край».
- Член Комитета ВРУ по вопросам правовой политики[7]
- Член группы с межправительственных связей с Японией
- Член группы с межправительственных связей с Литовской Республикой
- Член группы с межправительственных связей с Австрийской Республикой
- Член группы с межправительственных связей с Объединёнными Арабскими Эмиратами
- Член группы с межправительственных связей с Канадой
- Член группы с межправительственных связей с Венгрией
- Член группы с межправительственных связей с Чешской Республикой

21 марта 2020 года стало известно, что Сергей Вельможный заразился коронавирусом во время пандемии в Украине, он стал вторым народным депутатом, который заразился, после депутаты Сергея Шахова.
4 сентября 2020 года включён в список украинских физических лиц, против которых российским правительством введены санкции.
Со 2 декабря 2020 года Заместитель главы Временной следственной комиссии Верховной Рады Украины по вопросам расследования причин появления в 2020 году масштабных пожаров в Луганской области.